# أندي بيب
أندي بيب (بالإنجليزية: Andy Pape)‏ (22 مارس 1962 في المملكة المتحدة - ) هو لاعب كرة قدم بريطاني في مركز حراسة المرمى. شارك مع منتخب إنجلترا لكرة القدم C ‏. أما مع النوادي، فقد لعب مع تشارلتون أثلتيك وكريستال بالاس وكوينز بارك رينجرز ونادي إنفيلد ونادي بارنت ونادي إيكست ‏ ونادي وكينغ وساتون يونايتد ونادي ألدرشوت تاون وداغنهام وريدبريدج وBedfont F.C. ‏ وHarrow Borough F.C. ‏.